# Ammonia Avenue
Ammonia Avenue (рус. Аммиачный проспект) — седьмой студийный альбом английской арт-рок-группы The Alan Parsons Project (не считая невышедшего альбома The Sicilian Defence), изданный в 1984 году. Несмотря на то, что альбом стал самым коммерчески успешным в истории «Проекта», он получил довольно-таки смешанную реакцию критики, отмечавшей отступление от традиционного для группы прогрессивного рока в пользу более рафинированно коммерческого звучания.

## Концепция альбома
На название альбома Эрика Вулфсона вдохновило посещение завода Imperial Chemical Industries (ICI) в Биллингхеме, где первым, что бросилось ему в глаза, были километры труб при полном отсутствии людей и растительности. И всё это «украшала» табличка с надписью «Аммиачный проспект». Основой концепции альбома явилось непонимание людьми роли, которую играет промышленное развитие в жизни общества.

## Ammonia Avenue в СССР
Официально пластинка в СССР не издавалась. Однако композиция «You Don’t Believe», впервые выпущенная за год до этого в составе сборника The Best of The Alan Parsons Project, присутствовала на лицензионной пластинке-компиляции лучших композиций, выпущенной в СССР в 1986.

## Список композиций
Все композиции написаны Аланом Парсонсом и Эриком Вулфсоном.
Сторона 1
1. Prime Time (5:03) (вокал — Эрик Вулфсон)
2. Let Me Go Home (3:20) (вокал — Ленни Закатек)
3. One Good Reason (3:36) (вокал — Эрик Вулфсон)
4. Since the Last Goodbye (4:34) (вокал — Крис Рейнбоу)
5. Don’t Answer Me (4:11) (вокал — Эрик Вулфсон)

Сторона 2
1. Dancing on a Highwire (4:22) (вокал — Колин Бланстоун)
2. You Don’t Believe (4:26) (вокал — Ленни Закатек)
3. Pipeline (3:56) (Инструментальная композиция)
4. Ammonia Avenue (6:30) (вокал — Эрик Вулфсон)

2008 Bonus Tracks
1. Don’t Answer Me (ранний набросок)
2. You Don’t Believe (демо-версия)
3. Since the Last Goodbye (Chris Rainbow Vocal Overdubs)
4. Since the Last Goodbye (ранний набросок с вокалом Эрика Вулфсона)
5. You Don’t Believe (инструментальная версия-посвящение группе The Shadows)
6. Dancing on a Highwire/Spotlight (ранняя версия)
7. Ammonia Avenue Part 1 (ранний набросок с вокалом Эрика Вулфсона)
8. Ammonia Avenue (с другой оркестровкой)

## Участники записи
- Иэн Бэрнсон[англ.] — акустическая гитара, гитара, электрогитара
- Колин Бланстоун — вокал
- Мэл Коллинз — синтезаторы, саксофон
- Стюарт Эллиот — перкуссия, ударные
- Алан Парсонс — клавишные, программирование, бэк-вокал
- Дэвид Патон[англ.] — бас-гитара, гитара, вокал
- Крис Рэйнбоу[англ.] — вокал
- Эрик Вулфсон — клавишные, вокал
- Ленни Закатек[англ.] — вокал
- Эндрю Пауэлл — оркестровые аранжировки, дирижёр
- Филармонический оркестр под управлением Кристофера Уоррена-Грина

## Позиции в хит-парадах
Годовые чарты:
| Чарт (1984)   | Позиция |
| ------------- | ------- |
| Италия (FIMI) | 35      |